# Николай Александрович (сын Александра II)
Никола́й Алекса́ндрович (прозв. Никса, 8 [20] сентября 1843, Царское Село, близ Санкт-Петербурга — 12 [24] апреля 1865, Ницца, Франция) — наследник цесаревич и великий князь, старший сын императора Александра II. Атаман всех казачьих войск (с 1855), генерал-майор Свиты Его Величества (1862), канцлер Гельсингфорсского университета.

## Биография
Николай Александрович был вторым ребёнком (после его сестры Александры) и старшим сыном цесаревича Александра, будущего императора Александра II, и его юной супруги Марии Александровны. Он родился в Царском Селе 8 (20) сентября 1843 года и был назван в честь деда — императора Николая I.
По воспоминаниям великой княжны Ольги Николаевны, Николай I после рождения внука повелел своим младшим сыновьям – Константину, Николаю и Михаилу – преклонить колени перед колыбелью и принести клятву верности будущему наследнику российского престола.

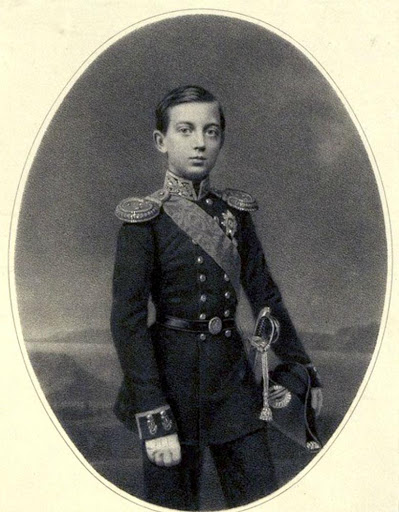
Цесаревич Николай Александрович. Начало 1850-х.

Мальчик рос любимцем, отличался умом, приятной внешностью и характером. Особенно была привязана к нему мать — Мария Александровна. Из братьев и сестер Николай был наиболее близок со следующим за ним по возрасту (на два года младше) братом — будущим императором Александром III. Граф С. Д. Шереметев отмечал: «Императрица любила его нежнее других и совершенно исключительно занялась им и гордилась его воспитанием. Характеры их были сходны. Николай Александрович гораздо менее походил на государя, чем на мать. С отцом они расходились во многом и друг друга часто не понимали». 

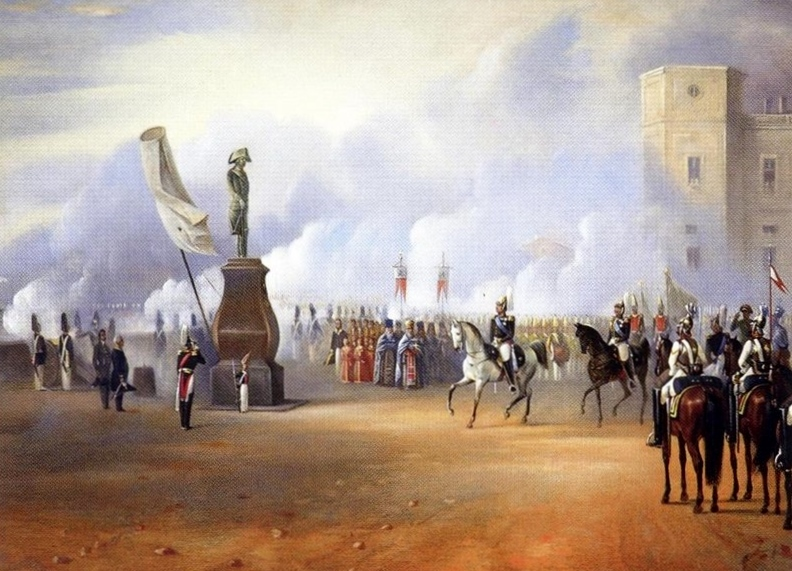
Освящение памятника Павлу I около Большого Гатчинского дворца. 1851 год. Маленькая фигурка на фоне пьедестала памятника это правнук Павла I, будущий цесаревич-наследник престола семилетний Николай Александрович (сын Александра II), стоявший в момент открытия монумента часовым у памятника своему прадеду.

В 1855 году скончался дед Николая — император Николай I. На престол взошёл его отец, император Александр II и Николай в 11 лет стал цесаревичем — наследником российского престола.
8 сентября 1859 года, в день своего совершеннолетия, цесаревич Николай Александрович принес присягу на верность службе. Однако на следующий год с ним случилось несчастье: во время скачки на ипподроме в Царском Селе он упал с лошади и ушиб спину. На данные обстоятельства сначала не обратили должного внимания, после чего болезнь запустили, что и стало одной из предпосылок его смерти.
В начале 1860-х годов цесаревич Николай Александрович в сопровождении своего воспитателя графа С. Г. Строганова совершил ознакомительные поездки по стране. Эти поездки были описаны, в частности, К. П. Победоносцевым и И. К. Бабстом в книге «Письма о путешествии государя наследника цесаревича по России от Петербурга до Крыма», а также состоявшим в свите наследника полковником О. Б. Рихтером.
Николая Александровича страстно и искренне любила его троюродная сестра Екатерина, принцесса Ольденбургская. Императрица Мария Александровна хотела видеть её женой наследника. Переговоры о браке шли долго, но в итоге мать девушки ответила категорическим отказом. Цесаревич подарил Екатерине на память перстень с бирюзой.
В 1862 году, после свержения в Греции в результате восстания правящего короля Оттона I (из рода Виттельсбахов), греки провели плебисцит по выбору нового монарха. Бюллетеней с кандидатами не было, поэтому любой подданный Греции мог предложить свою кандидатуру или вид правления в стране. Результаты были обнародованы в феврале 1863 года. Среди тех, кого вписали греки, был и Николай Александрович; он занял пятое место и набрал менее 1 процента голосов.
Правда, следует признать, что представители российского, британского и французского царствующих домов не могли занимать греческий трон согласно Лондонской конференции 1832 года.

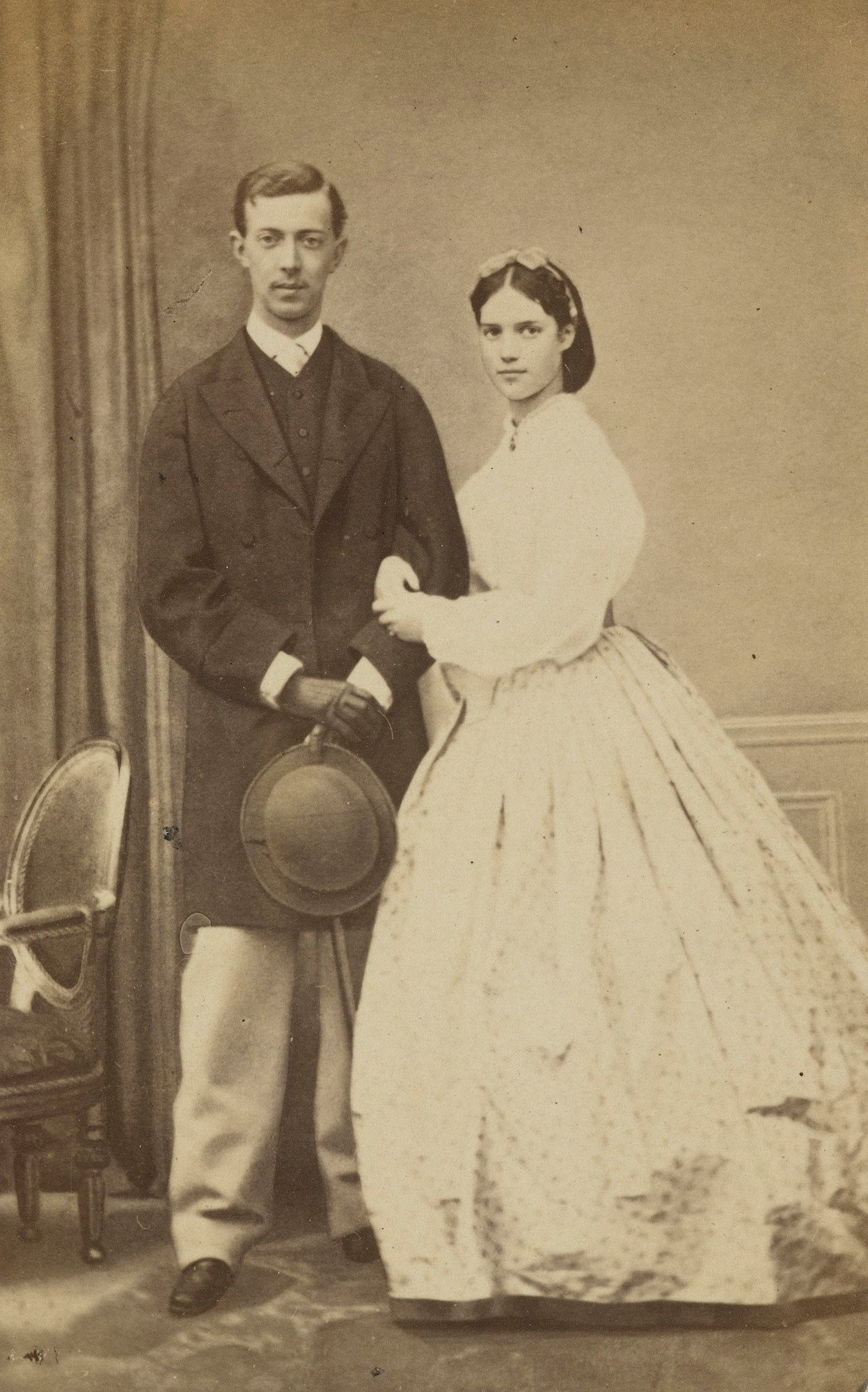
Цесаревич Николай Александрович и принцесса Дагмар (1864)

Энциклопедию права цесаревичу преподавал профессор И. Е. Андреевский. В 1863 году его сменил Б. Н. Чичерин, преподававший государственное право. По отзывам Чичерина, Николай Александрович обещал стать самым образованным и либеральным монархом не только в русской истории, но и во всём мире.
В 1864 году наследник поехал за границу. Во время этой поездки, в свой 21-й день рождения Николай Александрович был помолвлен с дочерью короля Дании Христиана IX, принцессой Дагмар (1847—1928), впоследствии ставшей супругой его брата, императора Александра III.
Во время путешествия по Италии цесаревич неожиданно для всех заболел, что поначалу проявлялось в слабости и сильных болях в спине. Он жалуется на недомогание в спине, которое сбивает с толку врачей: по одним данным, он повредил позвоночник, упав с лошади, по другим - страдает ревматизмом. С 20 октября 1864 года он лечился в Ницце, верный диагноз врачи долгое время поставить не могли — сначала предполагали простуду, потом радикулит. Весной 1865 года его состояние начало ухудшаться, лишь тогда был верно поставлен диагноз — туберкулёзный менингит. 10 (22) апреля 1865 года в Ниццу прибыл Александр II. Ночью 12 (24) апреля после четырёхчасовой агонии великий князь скончался. Его последней фразой была: «Стоп машина!». Тело скоропостижно скончавшегося наследника престола из Ниццы в Петербург сопровождал генерал-адъютант Н. Н. Анненков. Тело было отправлено в Россию на фрегате «Александр Невский».
Неожиданная кончина молодого наследника престола потрясла Российскую империю и семью Романовых. По свидетельству великой княжны Ольги Николаевны, оставленному в её биографических воспоминаниях «Сон юности», после смерти цесаревича его мать, императрица Мария Александровна только внешне оставалась собранной, неукоснительно выполняющей свой долг императрицы и заинтересованной в окружающих событиях, но родные знали, что со смертью старшего сына «из неё вынули душу».
Кончине цесаревича был посвящен ряд стихотворений. Присутствовавший при кончине Николая Александровича поэт П. А. Вяземский в том же 1865 году написал посвящённое его памяти стихотворение «Вечером на берегу моря» и опубликовал брошюру «Вилла Бермон» с описанием последних дней наследника. В брошюре поэт предложил возвести в Ницце храм, посвящённый памяти покойного. В 1868 году в Ницце была возведена посвящённая великому князю часовня, а в 1903—1912 годах архитектором М. Т. Преображенским был построен пятиглавый собор святителя Николая Чудотворца.
Император Александр III назвал своего старшего сына и наследника, родившегося через три года после кончины Цесаревича Николая Александровича, в честь своего старшего брата, которого он любил «больше всего на свете». Спустя 26 лет этот мальчик станет Николаем II.

### Чины и звания
- Прапорщик и корнет (Выс. пр. 22.08.1850);
- Поручик (Выс. пр. 1851);
- Атаман всех казачьих войск (19.02.1855);
- Штабс-ротмистр (Выс. пр. 1855);
- Ротмистр «за благонравие» (Выс. пр. 17.04.1858);
- Флигель-адъютант (Выс. пр. 08.09.1859);
- Полковник (Выс. пр. 08.09.1860);
- Генерал-майор Свиты (Выс. пр. 08.09.1862).

### Награды
- Орден Святого Андрея Первозванного (10.10.1843);
- Орден Святого Александра Невского (10.10.1843);
- Орден Белого орла (10.10.1843);
- Орден Святой Анны 1-й степени (10.10.1843).

Иностранные:
- Испанский орден Золотого руна (1857);
- Французский орден Почётного легиона, большой крест (08.09.1859);
- Датский орден Слона (20.09.1859);
- Шведский орден Серафимов (20.09.1859);
- Австрийский орден Святого Стефана, большой крест (1860).

## Галерея

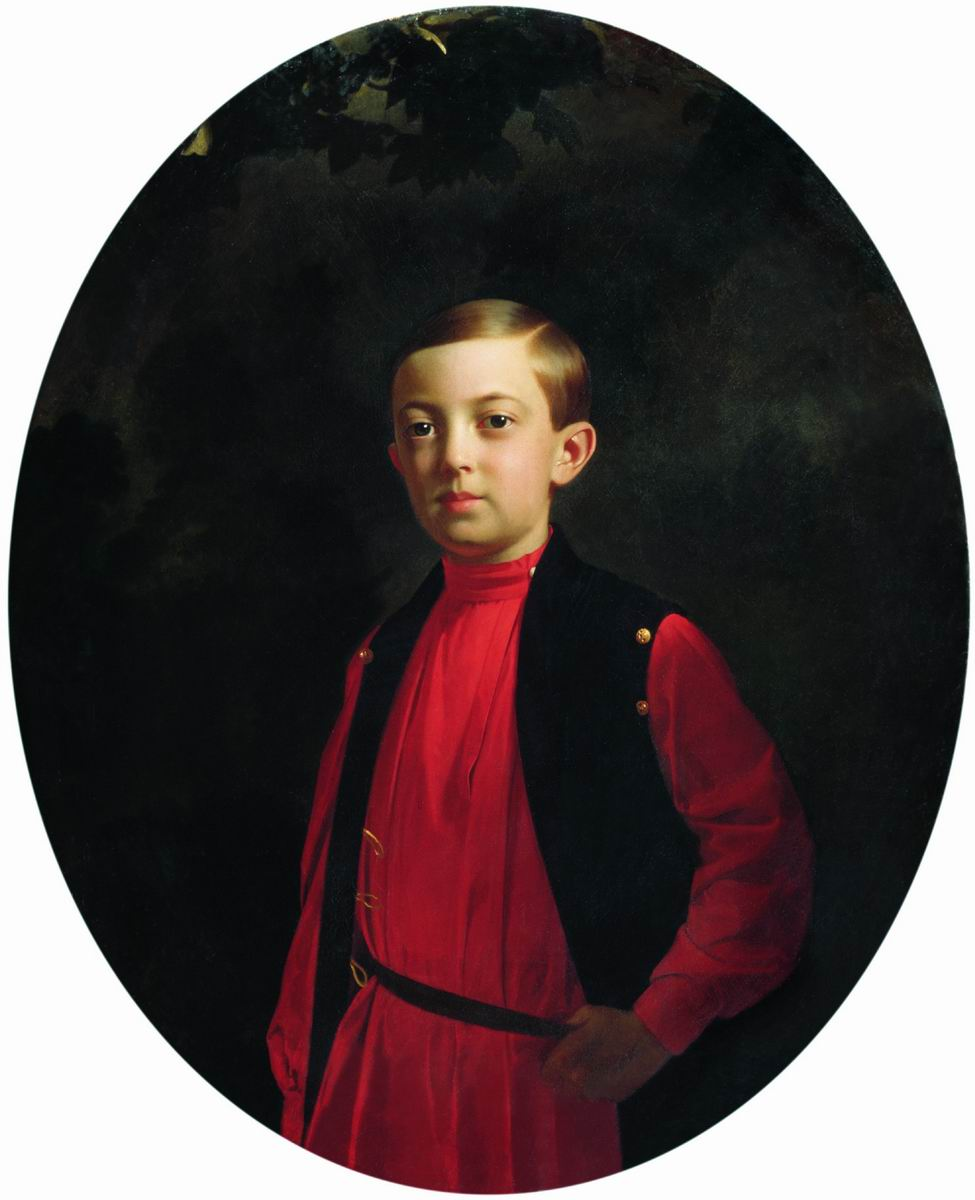
Портрет великого князя Николая Александровича (С. К. Зарянко , 1851).
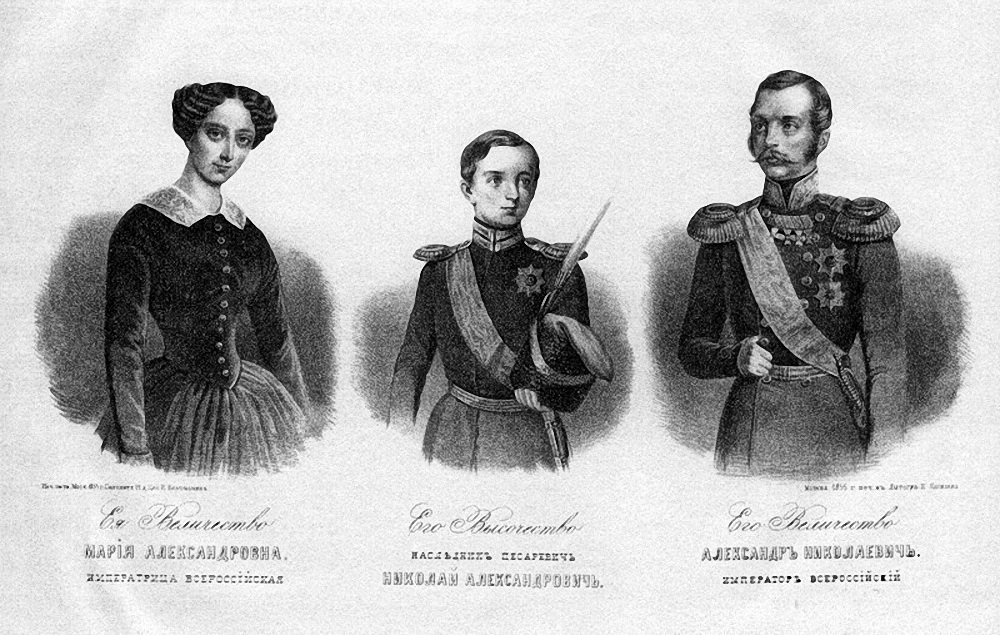
Цесаревич Николай с родителями, гравюра (1855)
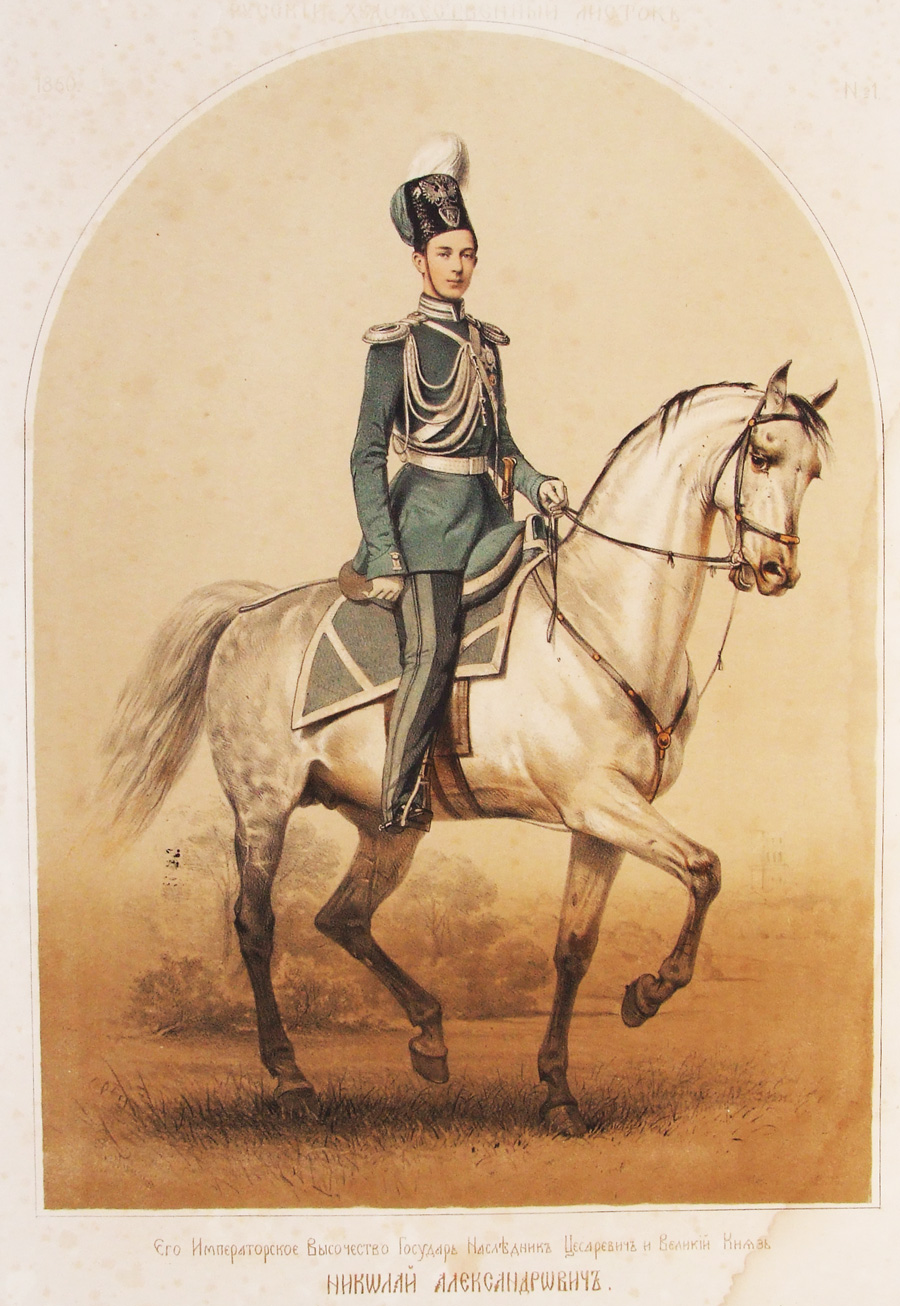
Цесаревич Николай Александрович, рис. 1860 г.
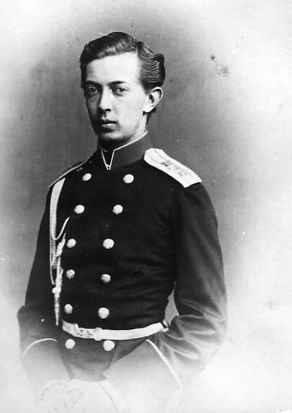
Николай Александрович. Фото С. Л. Левицкого (1862)
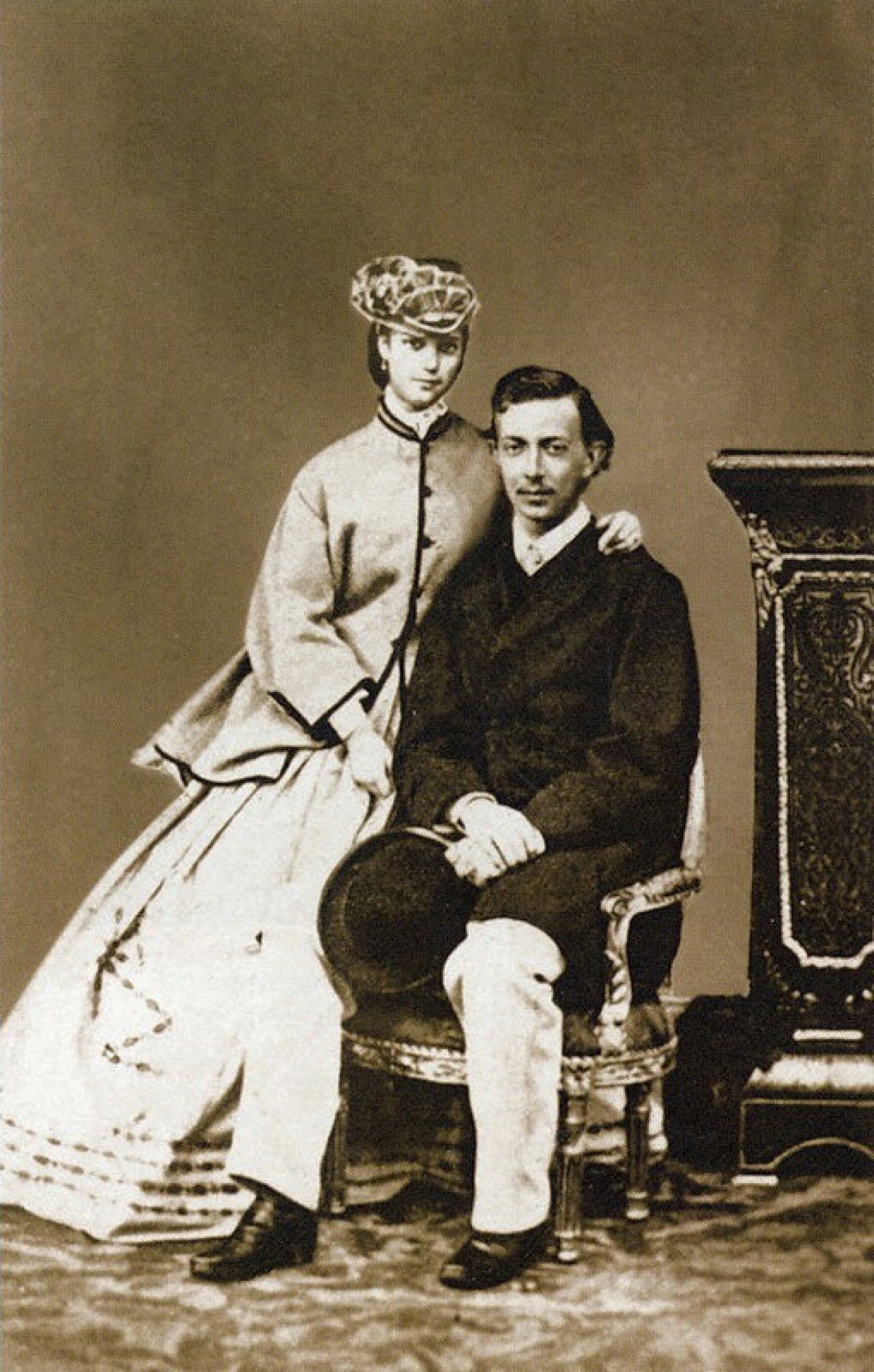
Наследник цесаревич Николай Александрович с невестой, принцессой Дагмар. 1865 г.
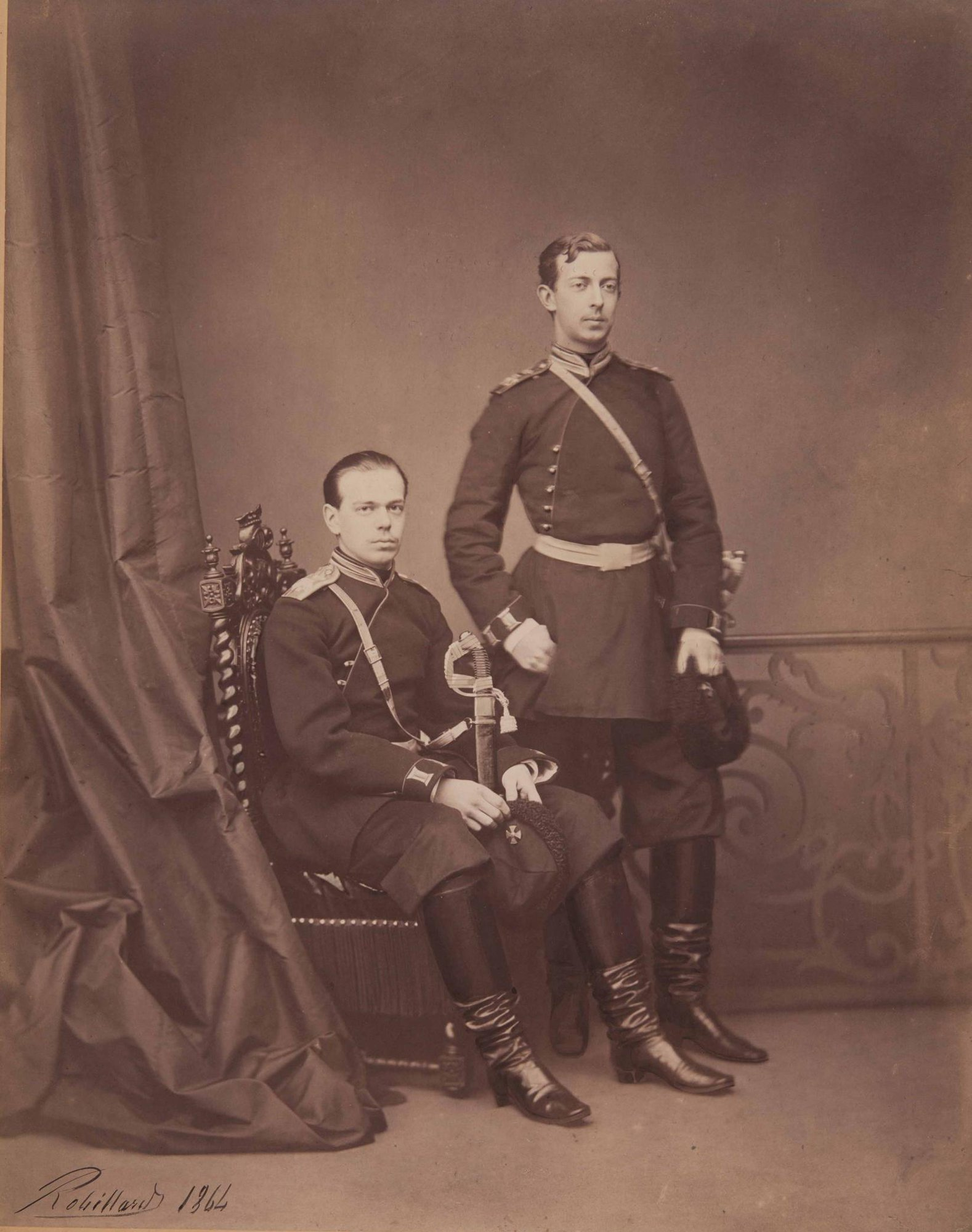
Цесаревич Николай Александрович и в. кн. Александр Александрович (1864)
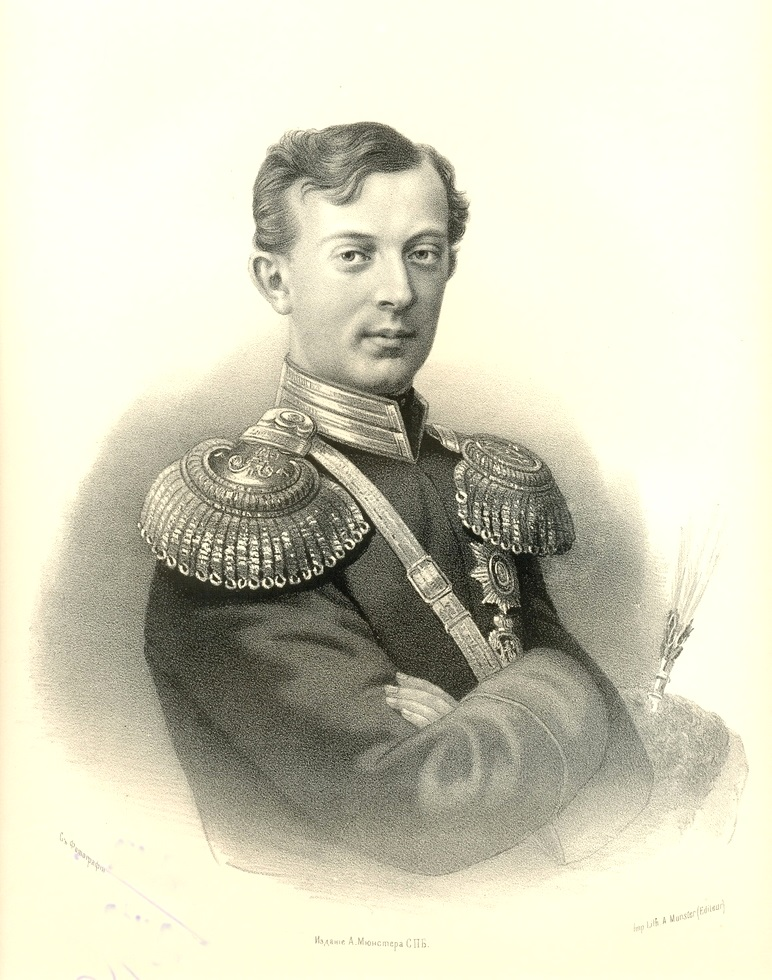
Николай Александрович (1865)
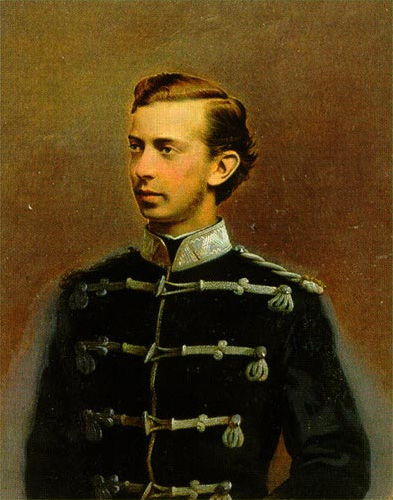
Цесаревич Николай Александрович. Художник Лютовченко, 1865.
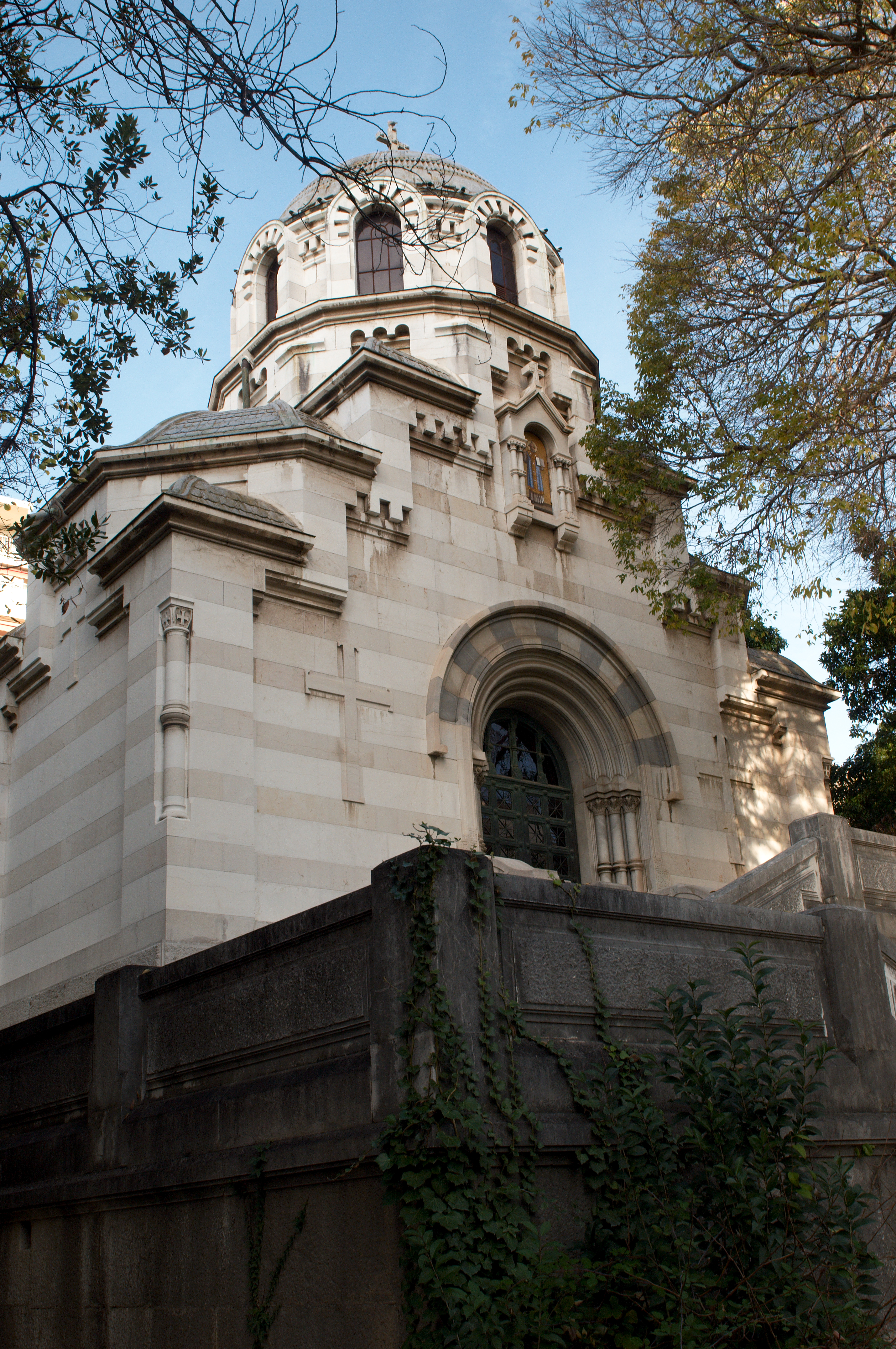
Мемориальная часовня во французской Ницце. Арх. Д. И. Гримм

## Память

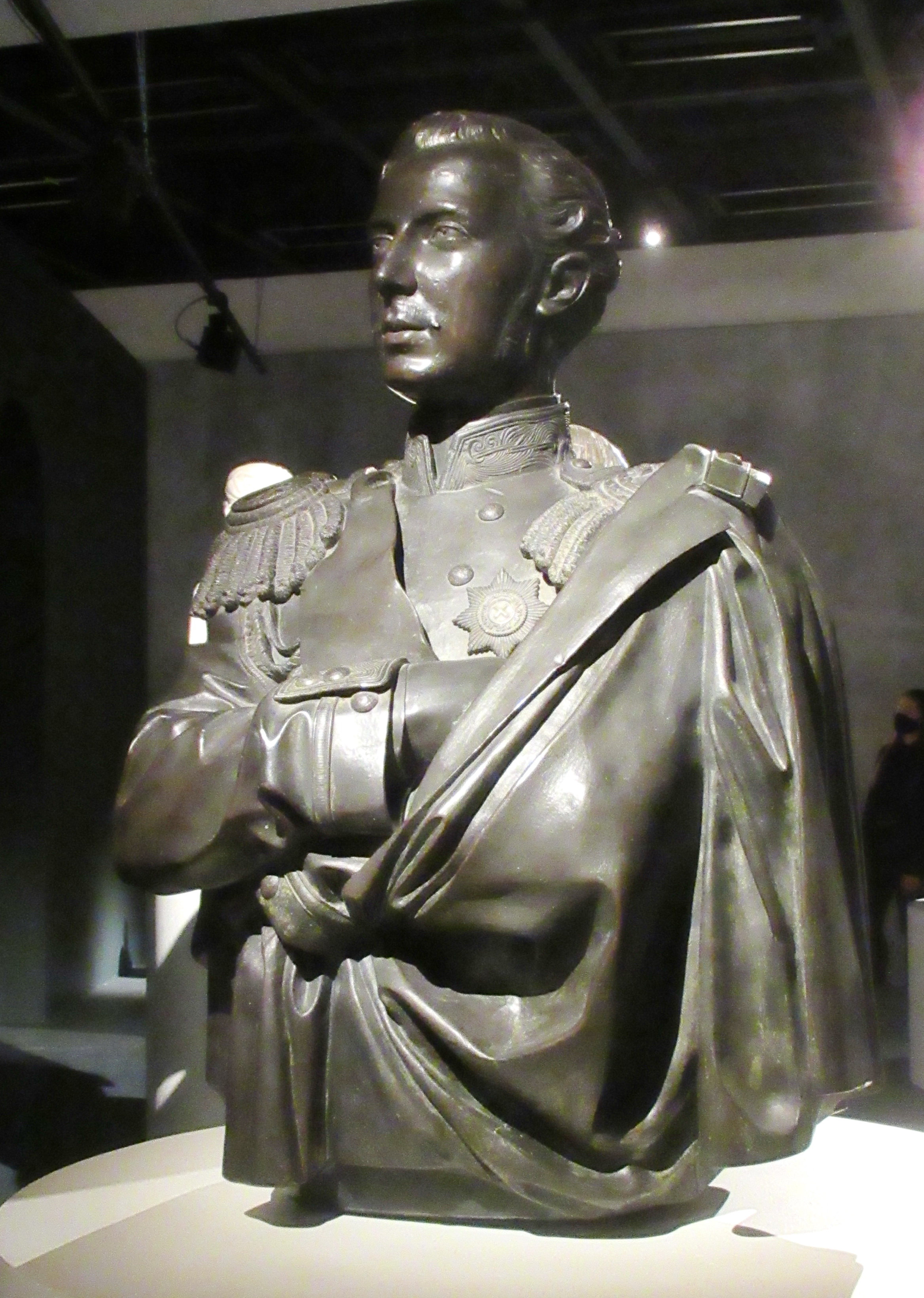
Бюст Опекушина в фондах ГМЗ «Царское Село»

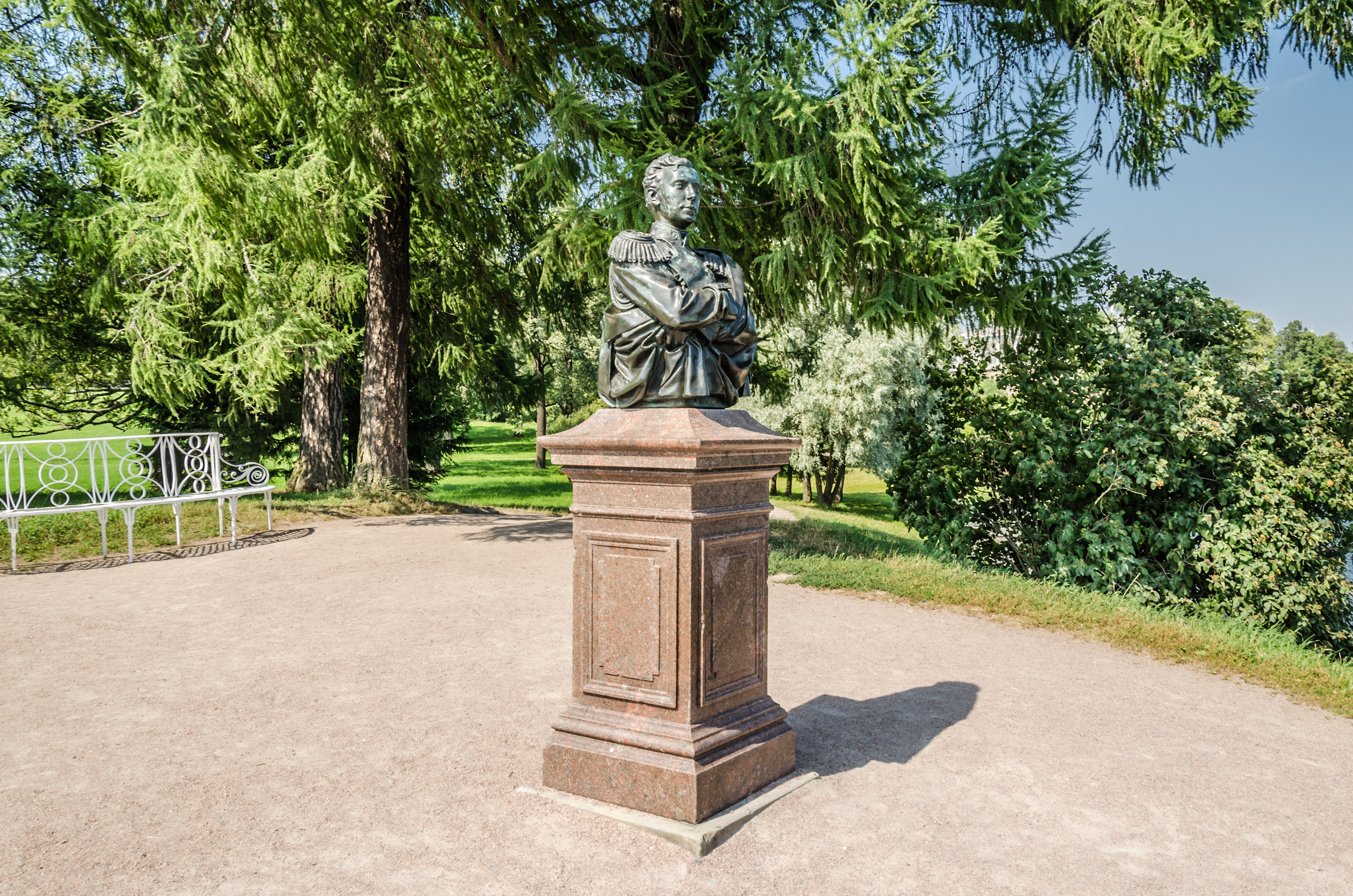
Бюст в парке Царского Села

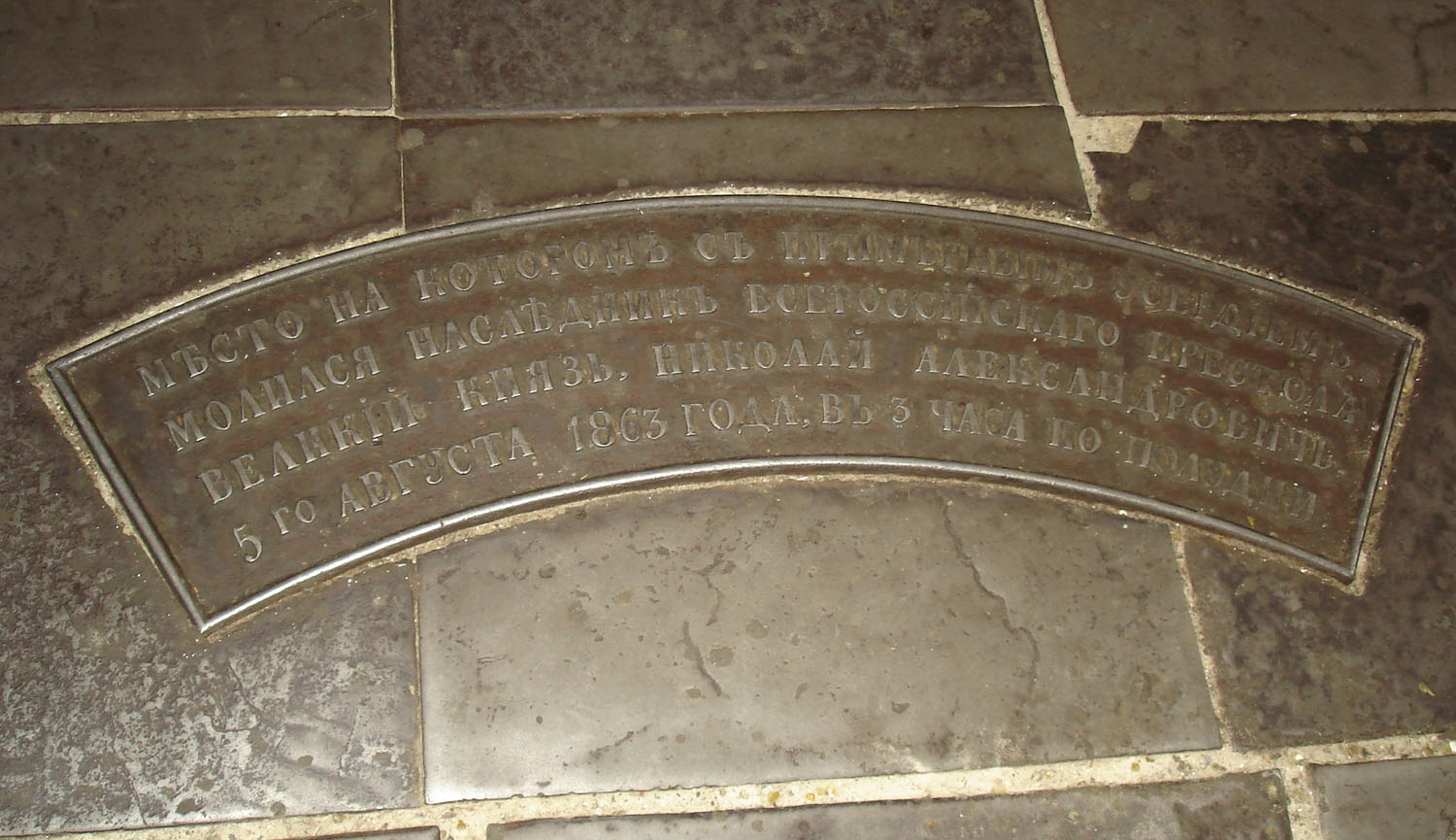
Место моления Николая Александровича в Старочеркасском Воскресенском войсковом соборе

До революции великому князю Николаю Александровичу небольшие памятники были установлены в городах:
- Павловск. В 1866 г. на постаменте амфитеатра в Павловском парке был укреплён овальный портрет цесаревича и мраморная доска с надписью. После 1917 г. они были сняты и в настоящее время хранятся в Павловском дворце-музее. Каменный амфитеатр сохранился.
- Бюсты работы А. Опекушина. Заказ на исполнение бюста умершего наследника престола, который предполагалось установить возле храма Николая Чудотворца у Черной речки, посвященного цесаревичу, Опекушин получил весной 1871 года. В работе он опирался на его прижизненные портреты в Эрмитаже. 
  - Мраморный оригинал 1872-1873 года хранился в Эрмитаже. Нынешнее местонахождение неясно.
  - Санкт-Петербург. Бронзовый бюст  рядом с Никольской церковью на Чёрной Речке. Открыт 9 мая 1874 г., скульптор А. М. Опекушин.  Был создан на средства художников А. Соколова и Н. Баринова. Памятник представлял собой бронзовый бюст цесаревича в полковничьем мундире с эполетами, установленный на высоком гранитном пьедестале. На лицевой стороне постамента в картуше под короной был вырублен текст: «Государь Цесаревич Николай Александрович. Родился 8 Сентября 1843 г. Скончался 12 Апреля 1865 г.». И памятник, и церковь были уничтожены после 1917 г.
  - Царское Село (г. Пушкин). Бронзовый бюст цесаревича на гранитном постаменте у Большого пруда в Екатерининском парке на полуострове западного берега Большого пруда, любимом месте прогулок покойного цесаревича. Является отливкой предыдущего. Указываемая дата открытия в конце 1860-х годов противоречит данным о создании исходника. Бюст был снят после 1917 г. и в настоящее время находится в запасниках Екатерининского дворца-музея.
  - Летом 2010 г. на постаменте была установлена точная копия этого бюста, современная отливка.

- Уральск. Мраморный бюст на постаменте в беседке-ротонде. Памятник был уничтожен после 1917 г.
- Станица Романовская. Чугунный памятник на улице Донской. Памятник был уничтожен после 1917 г.
- Памятник цесаревичу в Ницце. Открыт 19 декабря 2012 года в саду Никольского собора[12]
- Boulevard Tzaréwitch (Бульвар Царевича) в Ницце назван в память о цесаревиче Николае Александровиче.
- В Риге установлен царский камень в честь посещения цесаревичем Мангальсальского мола 5 августа 1860 года[источник не указан 812 дней].